# Кулька Руслан Михайлович
Русла́н Миха́йлович Ку́лька (нар. 24 серпня 1971) — полковник запасу Збройних сил України, учасник російсько-української війни. Лицар ордена Богдана Хмельницького III ступеня (2015).

## Короткий життєпис
Станом на 2021 рік — начальник ліцею «Захисник» (Запорізький обласний ліцей-інтернат з посиленою військово-фізичною підготовкою). Раніше був заступником начальника ліцею з навчальної роботи — начальник навчальної частини.
Брав участь у боях на сході України, 23-й окремий мотопіхотний батальйон. Був заступником командира, потім очолив підрозділ. У бою під Новоазовськом контужений. Прийшовши до тями, продовжив виконувати бойове завдання[ангажоване джерело].

## Нагороди
- Орден Богдана Хмельницького III ступеня — нагороджений 13 серпня 2015 року «за особисту мужність і героїзм, виявлені у захисті державного суверенітету та територіальної цілісності України, вірність військовій присязі під час російсько-української війни»
- Медаль «Захиснику Вітчизни»
- Медаль «10 років сумлінної служби» (2001).
- Медаль «15 років сумлінної служби»(2006).
- Нагрудний знак «За оборону Маріуполя»
- Медаль «За жертовність і любов до України» (Православна церква України)
- Пам'ятний знак «5 років Збройним Силам України»